# Хадин
Сільське поселення (сумон) Хадин (тув.: Хадың) входить до складу Пій-Хемського кожууна Республіки Тива Російської Федерації. Має статус центру сумона. Відстань до Турана 29 км, до Кизила – 62 км, до Москви – 3861 км.

## Населення
Населення сумона станом на 1 січня року
| Рік    | 2011 | 2012 | 2013 | 2014 | 2015 |
| ------ | ---- | ---- | ---- | ---- | ---- |
| Насел. | 679  | 669  | 673  | 671  | 663  |